# Beta Pictoris

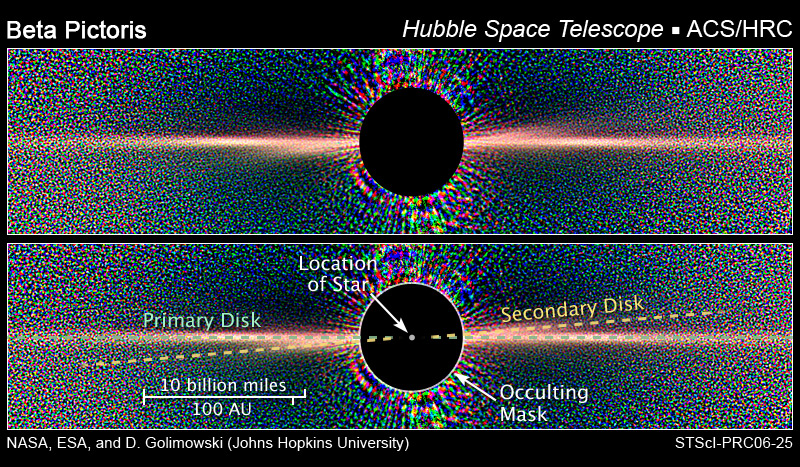
Imagen capturada por el telescopio espacial Hubble de los principales y secundarios discos de escombros

Beta Pictoris (β Pic) es una estrella de tipo espectral A5V, situada en la constelación de Pictor y distante unos 60 años luz (19,28 pársecs) de la Tierra, con una edad que no llega a los 20 millones de años. Su masa es 1,8 veces la masa del Sol, su luminosidad es 8,7 veces la luminosidad solar, su temperatura superficial es de 8500 K. Su magnitud visual aparente es +3,86 y posee un disco protoplanetario que fue descubierto en 1984.
Es de especial interés para los astrónomos  porque se considera que está en este momento en la misma fase que atravesó el sistema solar en las primeras etapas de su desarrollo. En concreto, se han encontrado grandes cantidades de carbono gaseoso orbitando alrededor de la estrella, lo que lleva a pensar en la presencia de planetas alrededor de la misma, ricos en grafito y metano, que podrían ser planetas de carbono), de manera similar a lo que se piensa ocurrió en nuestro sistema. El disco de β Pictoris, detectado en diferentes longitudes de onda con diferentes telescopios terrestres y en órbita (como, por ejemplo, el telescopio espacial Hubble y el telescopio espacial Spitzer), muestra una deformación que puede atribuirse a la presencia de un planeta en formación.
La estrella AU Microscopii, de tipo espectral M1 y que también posee un disco de similares características, pertenece al grupo de movimiento común de Beta Pictoris, de lo que se deduce que ambas tienen la misma edad.
Al igual que Vega y Fomalhaut, Beta Pictoris también emite importantes excesos infrarrojos descubiertos por el satélite IRAS, que indican que poseen discos circunestelares de polvo procesado. Corresponden a los prototipos de los discos tipo «debris» o protoplanetarios.

## Sistema planetario

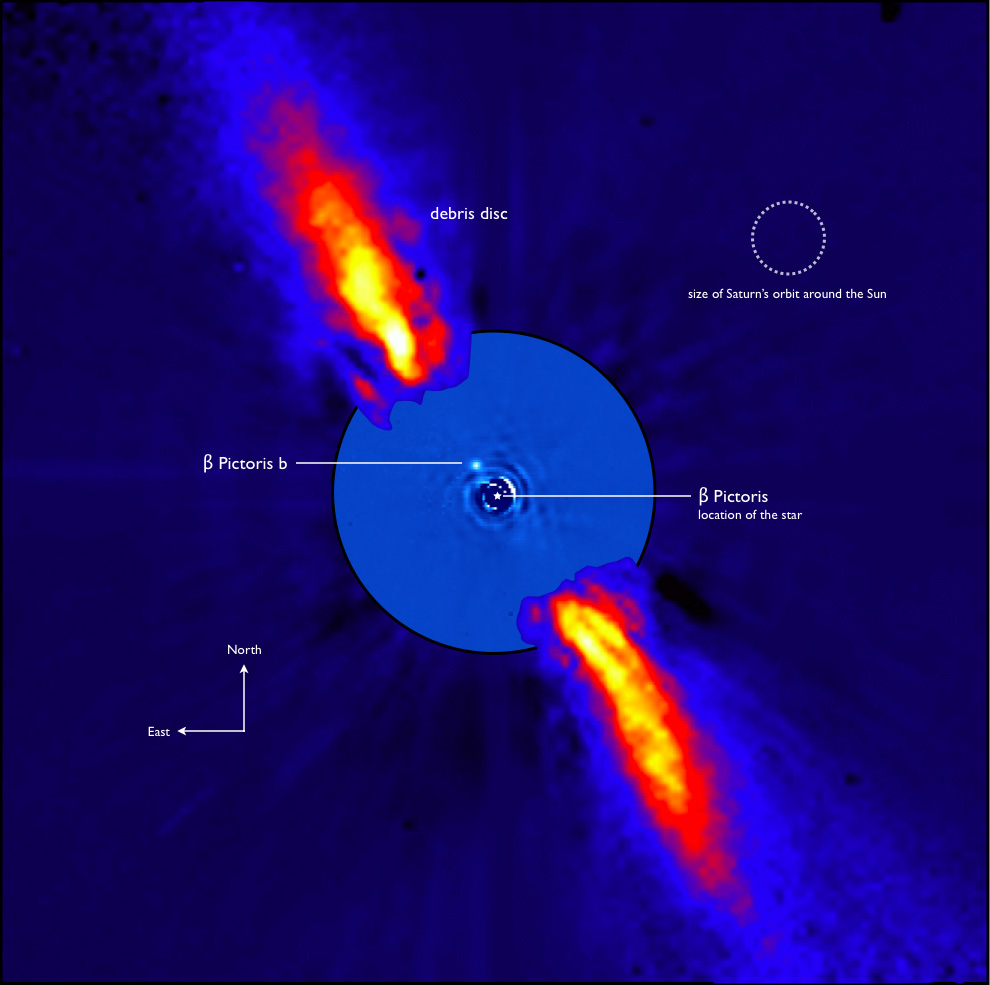
ESO imagen de un posible planeta cerca de Beta Pictoris.
Imagen: crédito ESO/A.-M. Lagrange et al.

El método de velocidad radial utilizado para descubrir la mayoría de los planetas extrasolares conocidos en la actualidad no es muy adecuado para el estudio de estrellas de tipo A como Beta Pictoris, y su muy temprana edad hace que el ruido sea aún peor. Los límites actuales derivados de este método son suficientes para descartar planetas del tipo júpiter calientes más masivos que 2 masas de Júpiter a una distancia de menos de 0,05 UA de la estrella. Para planetas orbitando a 1 UA, planetas con menos de 9 masas de Júpiter hubieran evadido la detección. Por lo tanto para encontrar planetas en el sistema de Beta Pictoris, los astrónomos buscan los efectos que el planeta tiene sobre el medio ambiente circunestelar.

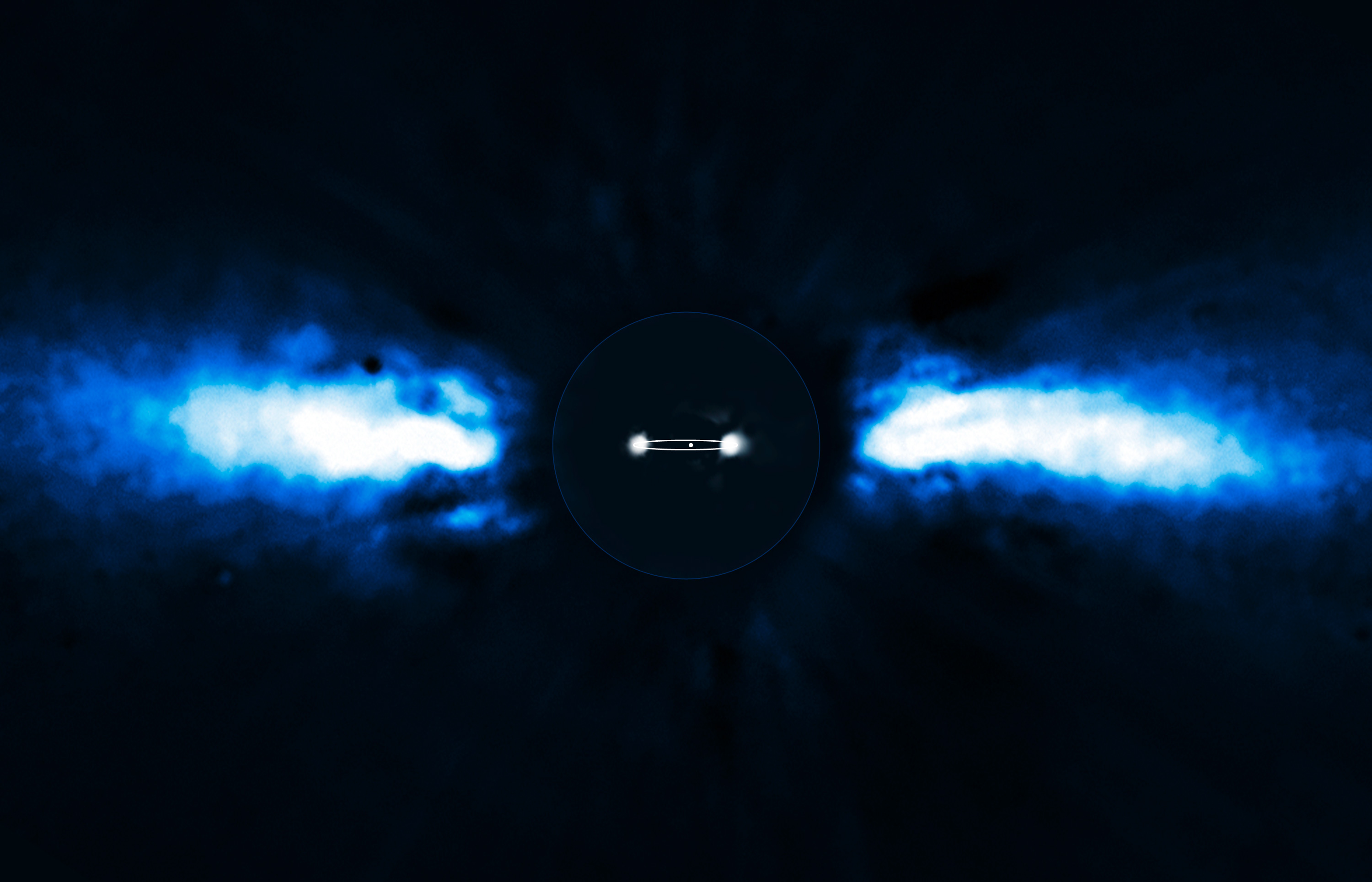
Beta Pictoris b en ambas elongaciones.Imagen: crédito ESO/A.-M. Lagrange et al.

El 21 de noviembre de 2008, se anunció que las observaciones infrarrojas realizadas en 2003 con el VLT ha puesto de manifiesto un candidato compañero planetario de la estrella. El objeto fue observado a una distancia angular de 411 milisegundos de arco de Beta Pictoris, lo que corresponde a una distancia en el plano del cielo, de 8 UA. Para comparar, los radios orbitales de los planetas  Júpiter y  Saturno son 5,2 UA y 9,5 UA respectivamente.
En otoño de 2009, fue un éxito observar el planeta en el otro lado de la estrella madre, lo que confirma la existencia del propio planeta y de las observaciones anteriores. Se cree que en 15 años será posible grabar toda la órbita del planeta.
En 2014 se dio a conocer la fotografía del exoplaneta Beta Pictoris b obtenida con el instrumento Gemini Planet Imager (GPI), del telescopio de 8 metros Gemini Sur (Cerro Pachón, Chile), que captó su imagen directa. Según las primeras estimaciones el exoplaneta tardaría 8 horas en completar la rotación sobre su propio eje.
| Nombre          | Masa         | Separación proyectada |
| --------------- | ------------ | --------------------- |
| Beta Pictoris b | 8 (-2/+5) MJ | 8 (-0,4/+1,7) UA      |